# John Essing
John "Johnny" Essing född 1964 i Stockholm, är en svensk musiker och medlem i bob hund, Bergman Rock och Chesty Morgan.
Essing har, tillsammans med bob hunds andre gitarrist Conny Nimmersjö, varit med i ett band kallat Conny & Johnny. Essing och bob hunds basist Mats Hellquist var de två som uppfann namnet bob hund, från en tecknad serie kallad bob the dog. Essing började sin karriär i punkbandet Incest Brothers som fjortonåring. På 80-talet var han även med i ZOO där även Mats Andersson var med och Gary Cooper Combo där han tog över efter Mats Hellquist som då spelade gitarr.